# Харчевня в Шпессарте (фильм)
«Харчевня в Шпе́ссарте» — художественный фильм 1957 года, снятый по мотивам сказок Вильгельма Гауфа. Музыкальная комедия. Первый фильм трилогии Курта Хофмана. Производство «Георг Витт-фильм», Мюнхен, ФРГ.
Премьера состоялась 15 января 1958 года. Фильм участвовал в конкурсной программе Каннского кинофестиваля 1958 года.

## Сюжет
Графиня Франциска и её жених барон Шперлинг в сопровождении горничной графини и пастора направляются в Вюрцбург. В дороге их карета (по воле разбойников) ломается.
Путники решают заночевать в близлежащей харчевне, не подозревая, что там им устроили засаду разбойники. Оказавшиеся в харчевне двое молодых людей предупреждают графиню и барона об опасности, но слишком поздно. Атаман отправляет барона к отцу Франциски с требованием выкупа.

## В ролях
- Лизелотта Пульвер — графиня Франциска фон Зандау
- Карлос Томпсон — атаман разбойников
- Гюнтер Людерс — барон Шперлинг
- Герберт Хюбнер — граф Зандау
- Хуберт фон Мейеринк — майор фон Теккель

## Съёмочная группа
- Автор сценария: Гюнтер Нойман, Хайнц Паук
- Режиссёр: Курт Хофман
- Оператор: Хайнц Паук
- Композитор: Франц Гроте
- Художник: Арно Рихтер, Курт Херпт, Роберт Херпт